# Cesare Montecucco
Cesare Montecucco (Trento, 1º novembre 1947) è un patologo e neurobiologo italiano.

## Biografia
Si è laureato presso l'Università di Padova dapprima in Chimica organica con lode nel 1971 e successivamente in Scienze biologiche, con lode nel 1975. 
Attualmente è professore ordinario di Patologia generale presso la stessa Università di Padova.
Ha realizzato importanti ricerche che hanno portato alla scoperta del meccanismo d'azione molecolare e cellulare delle neurotossine responsabili del tetano e del botulismo. Inoltre ha scoperto il meccanismo d'azione della tossina letale dell'antrace, della tossina vacuolizzante di Helicobacter pylori e delle neurotossine presinaptiche fosfolipasiche di serpenti.

## Opere
- (EN) Clostridial Neurotoxins. The Molecular Pathogenesis of Tetanus and Botulism, Berlino, Springer, 1995. ISBN 9783540584520.
- (EN) Guidebook to Protein Toxins and Their Use in Cell Biology, con Rino Rappuoli, Oxford, Sambrook and Tooze Publications, 1997. ISBN 0198599544.

## Riconoscimenti
- Premio della Harvard Medical School (1993)
- Premio del Consorzio italiano delle Biotecnologie (1988)
- Premio della Deutsche Gesellschat fur Hygiene und Microbiology (2000)
- Premio della Fondazione Masi per la Civilizzazione Veneziana (2003)
- Premio Feltrinelli dell'Accademia Nazionale dei Lincei per la Medicina (2004)[10]
- Redi Award della Società Internazionale di Tossicologia
- Premio "Paul Harris" del Rotary Club (2009)
- Premio Paul Ehrlich und Ludwig Darmstaedter per la Medicina nel 2011[7]